# Oreopteris elwesii
Oreopteris elwesii är en kärrbräkenväxtart som först beskrevs av Bak., William Jackson Hooker och Bak., och fick sitt nu gällande namn av Holtt., B. Nayar och Kaur. Oreopteris elwesii ingår i släktet Oreopteris och familjen Thelypteridaceae. Inga underarter finns listade.